# Éléonore Jean d'Hardivilliers
Éléonore Jean d'Hardivilliers (13 juillet 1763, château de Monceaux - 24 décembre 1822, Fressenneville), est un homme politique français.

## Biographie
Éléonore Jean d'Hardivilliers est le fils cadet de François Henry d'Hardivilliers, seigneur de Monceaux, officier de cavalerie, et de Jeanne de Coppequesne.
Admis au collège royal militaire de La Flèche en 1772. Garde-Marine, il fait quatre campagne dont une avec La Motte-Picquet. Il sert sur La Magicienne et est fait prisonnier à la bataille de Yorcktown en octobre 1781. Enseigne de Vaisseau en 1782, il fait la campagne de L'Ariel au Sénégal. Nommé lieutenant de vaisseau, il embarque, entre 1786 à 1790, successivement sur La Félicité, puis sur l'Iphigénie. Fervent royaliste, il émigre sous la Révolution.
Propriétaire du château de Friville, ami de Joseph de Villèle, il fut élu comme royaliste, le 22 août 1815, député du collège de département de la Somme, avec 159 voix (211 votants, 259 inscrits). Il fut de la majorité dans la Chambre introuvable, et, réélu le 4 octobre 1816, prit place, ainsi que dans les sessions suivantes, au côté droit de l'Assemblée. Il parla, dans la session de 1817-18, pour appuyer, à propos du tarif des douanes, la réclamation du commerce d'Abbeville, qui demandait un entrepôt de sel, et fut réélu, le 4 novembre 1820, par le 1er arrondissement de la Somme, avec 329 voix sur 420 votants.

## Sources
- « Éléonore Jean d'Hardivilliers », dans Adolphe Robert et Gaston Cougny, Dictionnaire des parlementaires français, Edgar Bourloton, 1889-1891 [détail de l’édition]